# Чемпионат мира по фехтованию 1950
Чемпионат мира по фехтованию в 1950 году проходил в Монте-Карло (Монако). Среди мужчин соревнования проходили в личном и командном зачёте по фехтованию на саблях, рапирах и шпагах, среди женщин — только соревнования на рапирах в личном и командном зачёте.

## Общий медальный зачёт
| Место | Страна         | Золото | Серебро | Бронза | Всего |
| ----- | -------------- | ------ | ------- | ------ | ----- |
| 1     | Италия         | 4      | 1       | 2      | 7     |
| 2     | Франция        | 3      | 4       | 1      | 8     |
| 3     | Дания          | 1      | 1       | 0      | 2     |
| 4     | Австрия        | 1      | 0       | 1      | 2     |
| 5     | Швеция         | 0      | 1       | 1      | 2     |
| 6     | Египет         | 0      | 0       | 2      | 2     |
| 7     | Великобритания | 0      | 0       | 1      | 1     |

## Медалисты

### Мужчины
| Дисциплина                  | Золото | Серебро                                                                                            | Бронза |
| --------------------------- | --- | -------------------------------------------------------------------------------------------------- | --- |
| Шпага Личное первенство     | Могенс Люхов | Карл Форсселль                                                                                     | Дарио Манджаротти |
| Шпага Командное первенство  | Италия · Джорджо Анльезио · Дарио Манджаротти · Джузеппе Дельфино · Фьоренцо Марини · Эдоардо Манджаротти · Карло Павези | Франция · Рене Буньоль · Жеан Бюан · Анри Герен · Морис Ю · Клод Нигон · Мишель Пешё               | Швеция · Пер Карлесон · Ингемар Бондесон · Карл Форсселль · Свен Фальман · Берндт-Отто Ребиндер · Нилс Рюдстрём       |
| Рапира Личное первенство    | Ренцо Ностини | Жеан Бюан                                                                                          | Жак Латаст |
| Рапира Командное первенство | Италия · Алессандро Мирандоли · Саверио Раньо · Манлио Ди Роза · Ренцо Ностини · Эдоардо Манджаротти · Джорджо Пеллини   | Франция · Рене Буньоль · Жеан Бюан · Кристиан д’Ориола · Жак Латаст · Адриен Роммель · Клод Неттер | Египет · Осман Абдель Хафиз · Роланд Штайнауэр · Салах Дессуки · Хассан Хосни Тавфик · Махмуд Юнес · Мохамед Зулфикар |
| Сабля Личное первенство     | Жан Левавассёр | Винченцо Пинтон                                                                                    | Гастоне Даре |
| Сабля Командное первенство  | Италия · Винченцо Пинтон · Гастоне Даре · Роберто Феррари · Артуро Феррандо · Альдо Монтано · Мауро Ракка                | Франция · Жак Лефевр · Жан Левавассёр · Жан Парен · Жан-Франсуа Турнон · Морис Пьо                 | Египет · Ахмед Абу-Шади · Мохамед Абдель Рахман · Салах Дессуки · Махмуд Юнес · Мохамед Зулфикар · Роланд Штайнауэр   |

### Женщины
| Дисциплина                  | Золото                                                                            | Серебро                                                                               | Бронза |
| --------------------------- | --------------------------------------------------------------------------------- | ------------------------------------------------------------------------------------- | --- |
| Рапира Личное первенство    | Эллен Прайс                                                                       | Рене Гариль                                                                           | Фридрике Фильц                                                                                                   |
| Рапира Командное первенство | Франция · Жаклин Бодо · Рене Гариль · Франсуаза Гуни · Одетт Дран · Лильян Гионно | Дания · Сольвейг Йёргенсен · Эдит Кнудсен · Кале Махаут · Улла Бардинг · Грете Ольсен | Великобритания · Элизабет Карнеги-Арбатнотт · Кэролайн Дрю · Мэри Глен-Хэйг · Джиллиан Шин · Маргарет Соммервилл |